# Distretto di Janów Lubelski
Il distretto di Janów Lubelski (in polacco powiat janowski) è un distretto polacco appartenente al voivodato di Lublino.

## Geografia antropica

### Suddivisioni amministrative
Il distretto comprende 7 comuni.
- Comuni urbano-rurali: Janów Lubelski
- Comuni rurali: Batorz, Chrzanów, Dzwola, Godziszów, Modliborzyce, Potok Wielki